# Anthicus antilleorum
Anthicus antilleorum is een keversoort uit de familie snoerhalskevers (Anthicidae). De wetenschappelijke naam van de soort is voor het eerst geldig gepubliceerd in 1983 door Werner.